# Ekvipotenciální plocha
Množina všech bodů potenciálového pole, které se vyznačují stejným potenciálem, tzn. {\displaystyle V={\mbox{konst}}}, tvoří tzv. ekvipotenciální plochu (potenciálovou hladinu).
Křivka, jejíž tečna v daném bodě představuje normálu ekvipotenciální plochy v tomto bodě, se nazývá siločára.

## Vlastnosti
Ekvipotenciální plochy jsou vždy kolmé na siločáry.
V potenciálovém poli je působící síla v daném bodě úměrná gradientu potenciálu pole v daném bodě, tzn.
{\displaystyle \mathbf {F} \sim \operatorname {grad} \,V}.
Vzhledem k tomu, že na ekvipotenciální ploše se nemění potenciál, nevzniká při pohybu po ekvipotenciální ploše žádná síla. Při pohybu na ekvipotenciální ploše je tedy {\displaystyle \mathbf {F} =0}.
Podobné tvrzení platí i pro intenzity pole (např. intenzita elektrického pole).

Ekvipotenciální plochy homogenního pole.
Ekvipotenciální plochy radiálního pole.

## Použití
Ekvipotenciální plochy se využívají ke grafickému znázornění daného pole.